# Santa (província)
Santa é uma província do Peru localizada na região de  Ancash. Sua capital é a cidade de Chimbote.

## Distritos da província
- Cáceres del Perú
- Chimbote
- Coishco
- Macate
- Moro
- Nepeña
- Nuevo Chimbote
- Samanco
- Santa